# Les Troglodytes
Les Troglodytes est un album de bande dessinée de la série Bob et Bobette. Il porte le numéro 189 de la série actuelle.

## Synopsis
Toute la ville est recouverte de dessins et nos amis cherchent à trouver les responsables de ces "œuvres". Ils découvrent que ce sont trois enfants qui ont reçu des cours d'un chaman. Nos amis se rendront dans le parc d'attractions Efteling, le parc safari Beekse Bergen et la lande anversoise où se situe le studio Vandersteen. Et quel est le rôle de ce personnage masqué dans toute cette histoire… surtout lorsque l'on sait qu'il s'agit de Willy Vandersteen en personne !

## Personnages principaux
- Bobette
- Bob
- Lambique
- Sidonie
- Jérôme
- Barabas

## Personnages secondaires
Le masque, le chaman, Crab, Beho, Kher, l'agent, Louis le grutier, le chef de chantier, Anton Pieck, Paul Geerts, Willy Vandersteen et d'autres collaborateurs du studio Vandersteen.

## Autour de l'album
- Bob et Bobette se rendent également à Efteling dans De vliegende klomp et Fata Morgana – tous deux restés inédits en français – et Quand les elfes danseront.
- Le télétemps, apparu dans l'album L'Île d'Amphoria, est à nouveau utilisé dans Les Troglodytes.
- Il existe dans la lande de Kalmthout un sentier qui a reçu le nom de Willy Vandersteen : Willy Vandersteenpad (le sentier Willy Vandersteen)[1].
- L'illustrateur néerlandais Anton Pieck, père spirituel de Efteling, apparaît grâce à un caméo dans l'album.
- Dans cet album, le lecteur aperçoit une statue de Pierre Paul Rubens à Anvers. Cette statue est également présente dans l'album Amphoris d'Amphoria.
- Le puits de Dame Holle fait directement référence à l'album Quand les elfes danseront.